# Madam X
Madam X es una banda estadounidense de glam metal proveniente de Detroit, Míchigan. Originalmente formada por dos hermanas, Maxine y Roxy Petrucci, la banda también incluía músicos de género masculino como el caso del cantante Sebastian Bach, quien encontraría la fama años más tarde en la agrupación Skid Row. Separándose en 1988, el grupo se reunió brevemente en 1991 y en 2014 nuevamente volvió a dar conciertos.

## Discografía
- We Reserve the Right (1984)
- Demo (1986)
- Monstrocity (2017)

## Personal

### Actuales
- Maxine Petrucci – guitarra (1981–88, 1991, 2014–presente)
- Roxy Petrucci – batería (1981–86, 1991, 2014–presente)
- Bret Kaiser – voz (1982–85, 2014–presente)
- Chris Doliber – bajo (1982–88, 2014–presente)

### Anteriores
- John Ward – voz (1985–87)
- Mark McConnell – batería (1986–88)
- Sebastian Bach – voz (1987–88)
- Shawn Duncan – batería (1988)
- Lenita Erickson – voz (1991)
- Irene Wohlman – bajo (1991)